# Piekło (Podgaje)
Piekło – część wsi Podgaje w Polsce, położona w województwie świętokrzyskim, w powiecie kazimierskim, w gminie Skalbmierz.
W latach 1975–1998 Piekło administracyjnie należało do województwa kieleckiego.